# Александров, Игорь Васильевич
И́горь Васи́льевич Алекса́ндров  (род. 26 ноября 1954, Уфа, БАССР, СССР) — советский и российский физик, доктор физико-математических наук, профессор, заведующий кафедрой физики, директор Института авиационно-технологических систем Уфимского государственного авиационного технического университета (ныне Уфимский университет науки и технологий), руководитель Научно-образовательного центра «Наноструктурные материалы и высокие технологии» (УГАТУ). Основные работы сделаны в области физики интенсивных пластических деформаций, физики прочности и пластичности металлов и сплавов.

## Биография
Родился в 1954 году в Уфе.
В 1976 году с отличием окончил физический факультет Башкирского государственного университета (ныне Уфимский университет науки и технологий). С 1976 года работает в Уфимском авиационном институте (УАИ) (ныне Уфимский университет науки и технологий): младший научный сотрудник (1976—1978), аспирант (1978—1981), ассистент, старший преподаватель (1981—1984). В 1982 защитил кандидатскую диссертацию по физике в Ленинградском политехническом институте. В 1984—1985 годах прошёл годичную стажировку в Шеффилдском университете (Великобритания). С 1984 года — доцент. В 1986—1987 годах — декан второго авиационно-технологического факультета УАИ (ныне Уфимский университет науки и технологий). В 1991—1995 годах — декан факультета общенаучных кафедр Уфимского государственного авиационного технического университета (ныне Уфимский университет науки и технологий). С 1995 ведущий научный сотрудник Института физики перспективных материалов УГАТУ (ныне Уфимский университет науки и технологий). Дважды выезжал для чтения курсов лекций в Китай. В 1997 году защитил докторскую диссертацию на тему «Развитие и применение методов рентгеноструктурного анализа для исследования структуры и свойств ультрамелкозернистых материалов». С 2002 года профессор кафедры физики УГАТУ (ныне Уфимский университет науки и технологий). С 2004 года заведующий кафедрой физики УГАТУ (ныне Уфимский университет науки и технологий). В 2016 - 2017 годах — директор Института авиационных технологий и материалов УГАТУ (ныне Уфимский университет науки и технологий). С 2017 года — проректор по научной и инновационной деятельности УГАТУ (ныне Уфимский университет науки и технологий). С 2023 года является сотрудником Передовой Инженерной Школы и преподает лекции для учеников 1 — 2 курса.

## Научные достижения и признание
Усовершенствовал методы рентгеноструктурного анализа для исследования структуры и свойств ультрамелкозернистых наноструктурных материалов, полученных интенсивной пластической деформацией. Соавтор более 260 научных трудов и одного патента. Ряд монографий переведены на английский и китайский языки. Гостевой редактор ряда выпусков журнала Review on Advanced Materials Science РАН. Входит в первую сотню (23 место) материаловедов мира 2000—2010 гг. по индексу цитирования Materials Science Citation Indexмедиакомпании Thomson Reuters. В 2015 году за цикл работ «Разработка, исследование и применение новых нанокристаллических материалов» Александрову И. В. совместно с заведующим кафедрой нанотехнологий, директором Института физики перспективных материалов УГАТУ профессором Валиевым Р. З., заместителем заведующего кафедрой нанотехнологий, заместителем директора Института физики перспективных материалов УГАТУ профессором Исламгалиевым Р. К. и профессором Южнокалифорнийского и Саутгемптонского университетов Теренсом Джорджем Лэнгдоном присуждена Государственная премия Республики Башкортостан в области науки и техники.

## Книги
- Валиев Р. З., Александров И. В. Объемные наноструктурные материалы, полученные интенсивной пластической деформацией. -М.: Логос, 2000. — 272с.:ил., ISBN 5-88439-135-8
- Валиев Р. З., Александров И. В. Объемные наноструктурные металлические материалы: получение, структура и свойства. -М.: ИКЦ «Академкнига», 2007. — 398с.:ил., ISBN 978-5-94628-217-8
- Александров И. В. «Введение в нанотехнологии». Учебное пособие / И. В. Александров. — Уфа: УГАТУ, 2010. — 114 с.

## Почётные звания
- Заслуженный деятель науки Российской Федерации (20.12.2024)[7];
- Почётный работник высшего профессионального образования Российской Федерации (2010);
- Заслуженный деятель науки Республики Башкортостан (2002)[3];
- Лауреат Государственной премии Республики Башкортостан в области науки и техники (2015)[6].